# Maybe tomorrow...
maybe tomorrow… — пятый студийный альбом группы Low Roar, выпущенный 30 июля 2021 года. Обозреватель из Sputnikmusic заявил, что группа «создала свою цикличную вселенную» и описал музыку как «настолько чистую, трогательную и замысловатую, что вы не можете позволить себе продолжать игнорировать её».
Песни «Everything To Lose» и «Hummingbird» были выпущены как синглы. Пятый трек альбома был представлен в мобильной игре Arknights под названием «Feels.».
Это был последний альбом, выпущенный при жизни солиста и основателя группы Райана Каразия. Через год, в октябре 2022 года Каразия скончается от осложнений, вызванных пневмонией.

## Список композиций
| №                   | Название                           | Длительность |
| ------------------- | ---------------------------------- | ------------ |
| 1.                  | «David»                            | 5:36         |
| 2.                  | «Sleep Peacefully»                 | 2:48         |
| 3.                  | «Fucked Up»                        | 8:59         |
| 4.                  | «Hummingbird»                      | 5:52         |
| 5.                  | «Fade Away»                        | 5:51         |
| 6.                  | «Burial Ground»                    | 2:22         |
| 7.                  | «Stay Calm, Keep Quiet»            | 4:06         |
| 8.                  | «Everything To Lose»               | 5:48         |
| 9.                  | «Captain»                          | 5:39         |
| 10.                 | «Bye Bye»                          | 7:27         |
| 11.                 | «Clareland»                        | 3:08         |
| 12.                 | «Everything To Lose - Single Edit» | 5:36         |
| Общая длительность: | Общая длительность:                | 63:12        |